# 중앙 알래스카 유픽어
중앙 알래스카 유픽어(영어: Central Alaskan Yup’ik, 자명칭: Yup’ik)는 알래스카 서·남서부에서 사용되는 **에스키모–알류트어족**에 속한 유픽어파의 주요 언어이다.
모국어 화자는 약 20,000명이며, 민족 전체 인구는 약 21,000명으로 추정된다.

## 언어 분포 및 사용 현황
- 사용 지역: Norton Sound, Yukon‑Kuskokwim 삼각주, 누니박섬, Bristol Bay 인근 등.
- **화자 상황**: UNESCO는 *위험(Language threatened)* 단계로 평가하며, 언어 보존 및 교육 프로그램이 일부 지역에서 운영 중이다.

## 계통 및 분류
- 언어 계통 구조: Proto‑Eskimo–알류트 → Proto‑Eskimo → Proto‑Yupik → Central Alaskan Yup’ik.
- 유픽 방언: 노턴 사운드 , 제너럴 센트럴 유픽 , 누니박 , 후퍼 베이-체박 , 그리고 사라진 에게 직 방언의 다섯 가지 방언을 사용하는 것으로 간주됩니다.

## 문자 및 표준화
- 원래 19세기 말 러시아 정교회 및 모라비안 선교사들에 의해 기록되었고,
- 이후 1960년대 University of Alaska Fairbanks의 Irene Reed 등이 라틴 문자 기반 표준 체계를 마련했다.

## 형태론적 특징
- 폴리신테틱언어로, 접사 결합을 통해 복잡한 의미를 하나의 단어로 표현 가능하다.
- 문법적으로 단수·쌍수·복수 구분이 있으며, 성 및 관사 구분은 존재하지 않는다. 주격과 대격의 구분이 혼합된 형태를 가진다.

## 교육

### 제도적 기반
1972년, 알래스카 주의회는 "영어를 모국어로 사용하지 않는 학생이 15명 이상인 학교에는 원주민 언어에 능통한 교사를 최소 1명 이상 배치해야 한다"고 규정하는 법률을 통과시켰다
1975년에는 "영어 능력이 제한된 학생이 8명 이상이고 이들의 모국어가 영어가 아닐 경우, 해당 학교에 양언어·양문화 교육 프로그램을 제공해야 한다"는 법령이 제정되었다. 다만 이 법령은 유픽어에 한정된 것이 아니라 이민자 언어까지 포함했으며, 실제 목표는 영어 숙련도 향상에 있었다고 지적된다.

### 지역사회 정책 확립
1987~1988학년도에 알래스카 원주민 단체들이 중심이 되어 **알래스카 원주민 언어 정책(Alaska Native Language Policy)** 수립 과정이 시작되었다. 이 정책은 학교가 지역사회 부모들이 원할 경우 해당 원주민 언어를 교육 매개로 사용하는 책임이 있다고 명시한다.
이 정책 제안은 1984년 Steven A. Jacobson의 《Central Yupʼik and the Schools: A Handbook for Teachers》 출간 이후 이루어졌으며, 교사들이 영어와 유픽어간 차이점을 이해하고 양언어 교육을 수행할 수 있도록 돕기 위한 안내서로 쓰였다.

### 몰입 교육 도입
2018년, 앵커리지에서의 '칼리지 게이트 초등학교"에서 앵커리지 최초의 유픽어 몰입 수업 프로그램이 도입되었다.
수업 방식은 오전과 오후로 나뉘며, 일부 시간은 유픽어로, 일부는 영어로 진행된다. 유픽어 시간에는 과학·사회 과목을 유픽어로 수업하며, 영어 시간에는 국어와 수학을 영어로 진행한다.

### 고등교육 과정
알래스카 대학교 앵커리지(UAA)와 페어뱅크스(UAF) 캠퍼스에서는 유픽어 강의와 학위 과정을 제공 중이다.
- *UAF에서는 유픽어 및 문화 학사학위, 유픽어 교육 준학사(A.A.S.), 유픽어 숙련도 자격증(Certificate) 과정을 운영한다.
- 이 프로그램은 알래스카 원주민 언어 센터(ANLC)를 기반으로 운영되며, 언어 연구, 교사 연수 및 교재 개발 등을 지원한다.

### 지역사회·초등 교육 프로그램
로어 쿠스콰킴 학군(LKSD), 유피트 학군(YSD), 노턴 사운드 등 여러 지역 학군에서 유픽어 및 컵익어(Cup’ik/Cup’ig)를 이용한 유아 몰입 프로그램 및 정규 수업을 운영 중이다. 일부 지역에서는 유아부터 모국어 기반 교육을 시행하며, 언어 유지와 세대 간 전승을 목표로 한다.

## 요약
- 1972년 교사 배치법
- 1975년 양언어 교육 지시
- 1987~88년 지역사회 기반 정책 수립
- 2018년 몰입형 초등교육
- UAF 대학 수준의 학위 과정 개설

## 언어 분포 및 사용 현황
- **사용 지역**: Norton Sound, Yukon‑Kuskokwim 삼각주, 누니박 섬, Bristol Bay 인근 등br[source: UAF ANLC]
- 화자 상황: UNESCO 기준 *위험(threatened)* 언어로 평가되며, 언어 보존과 교육 프로그램이 일부 지역에서 운영 중이다

## 계통 및 분류
- **언어 계통**: Proto‑Eskimo–Aleut → Proto‑Eskimo → Proto‑Yupik → Central Alaskan Yup’ik

## 방언
- 중앙 유픽어(유그툰)
- 노턴 사운드 유픽어
- 후퍼 베이–체박 컵익 유픽어
- 누니박섬 컵익 유픽어[23]

## 교육

### 로어 쿠스코크윔 학군 (LKSD)
로어 쿠스콰킴 학군(Lower Kuskokwim School District, LKSD)은 알래스카 남서부 29개 마을에서 운영되는 학군으로 약 4,000명의 학생들이 재학하며 약 96% 이상이 유픽족이다. Yugtun 기반 몰입 교육(Ayaprun Elitnaurvik School 등)을 포함한 양언어 프로그램을 운영하며, 교사 1/4 이상이 유픽족이다.

### 몰입 프로그램 사례
아이야프룬 엘릿나우르빅 몰입학교 (베델): 190명 6학년까지의 학급생 대상으로 유픽어 전일 몰입형 수업 운영 중이며, 성과 검증 결과 학생들의 언어 능력과 학업 성취가 모두 향상됨.

### 평가 및 교육과정 개발
“로어 쿠스콰킴 학군(LKSD)은 유귇툰(Yugtun)을 기반 언어 능력 평가 도구를 도입해 초등학생 구술·읽기·쓰기 능력과 문화 관점 이해를 측정하고 있으며, 학부모 및 지역 어르신이 참여해 평가 기준을 공동 개발했다.

### 고등교육 연계
알래스카 대학교 페어뱅크스(UAF)는 Alaska Native Language Center(ANLC) 을 기반으로 유픽어 및 문화 학사 과정, 준학사, 자격증 프로그램을 운영하며, 유픽어 교사 양성과 교수 자료 개발을 지원한다.

## 관련 문서
- 에스키모–알류트어족
- 유픽어
- 알래스카 원주민 언어

## 같이 보기
- 중앙 시베리아 유픽어